# Trombidiformes
Trombidiformes zijn  een orde van mijten. Binnen de orde zijn ruim 25.000 soorten ingedeeld.

## Taxonomie
De volgende onderordes zijn bij de orde ingedeeld:
- Actinedida
- Prostigmata Kramer, 1877
- Sphaerolichida O'Connor, 1984[2]